# Replicante (revista)
Replicante es una revista cultural mexicana fundada por Roberta Garza y cuyo director editorial es Rogelio Villarreal. Apareció por primera vez en octubre de 2004 y a partir de abril de 2010 comenzó a publicarse únicamente en formato digital. Se caracteriza por presentar, en cada edición, una temática central que es abordada por los colaboradores desde diferentes puntos de vista.

## Contenido
La revista se caracteriza por ofrecer un nutrido contenido sobre temas culturales, con énfasis en la literatura, el análisis de medios, la historia, la política, el cine y el cómic. Entre 2004 y 2009 publicó 21 números impresos, uno por trimestre, con un promedio de cien páginas cada uno. Algunos de los temas durante ese periodo fueron "El estado del arte" (otoño 2005), "Miradas al cine" (verano 2006), "La sociedad del espectáculo" (invierno 2008), "El lado B de la historia" (invierno 2009) y "México hacia el futuro" (último número en papel).
A partir de 2010 la revista es de periodicidad mensual y aparece únicamente en formato digital.

## Colaboradores
En Replicante han colaborado numerosos escritores, periodistas y artistas como Manuel Ramos Montes, Luis González de Alba, Martín Caparrós, Naief Yehya, Diego Osorno, Ariel Ruiz Mondragón, Jorge Flores Oliver, Roger Bartra, Adriana Díaz Enciso, Pablo Santiago, Rogelio Garza, Ari Volovich, Rafael Saavedra, Héctor Villarreal, Guillermo Piro, Jorge Rueda, Efraín Trava, Marisol Rodríguez, Teresa Dovalpage, Andrés Bacigalupo, Luis Benítez e Iván de la Torre, entre muchos otros.

## Recepción y críticas
El diario El País la ha incluido entre las revistas culturales más destacadas de América Latina, junto a El Malpensante (Colombia), La Mujer de Mi Vida (Argentina), Etiqueta Negra (Perú) y Artes de México.